# Velebit (Kanjiža)
Pour les articles homonymes, voir Velebit.
Velebit (en serbe cyrillique : Велебит ; en hongrois : Velebit ou Fogadjisten) est un village de Serbie situé dans la province autonome de Voïvodine. Il fait partie de la municipalité de Kanjiža dans le district du Banat septentrional. Au recensement de 2011, il comptait 278 habitants.
Velebit est la seule localité de la municipalité de Kanjiža dotée d'une majorité de peuplement serbe, les autres localités étant peuplées par une majorité de Hongrois.

## Démographie

### Évolution historique de la population
| 1948 | 1953 | 1961 | 1971 | 1981 | 1991 | 2002 | 2011 |
| ---- | ---- | ---- | ---- | ---- | ---- | ---- | ---- |
| 741  | 703  | 604  | 562  | 449  | 361  | 366  | 278  |

|  |